# Лауреаты Премии Правительства Российской Федерации в области образования (2015)
 Лауреаты Премии Правительства Российской Федерации в области образования 2015 года — перечень 43 награждённых правительственной наградой Российской Федерации, присужденной за достижения в образовательной деятельности. Среди лауреатов — академик Российской академии наук, 23 доктора наук, 15 кандидатов наук, 21 профессор, 11 доцентов, 6 руководителей образовательных и научных организаций.
Лауреаты определены Распоряжением Правительства РФ от 19 ноября 2015 года № 2353-р на основании решения Межведомственного совета по присуждению премий Правительства в области образования.
Премии присуждены за внедрение научно-практических разработок, обеспечивающих развитие научно-технического творчества детей и молодёжи, подготовку кадров для инновационных секторов экономики, нефтегазового комплекса, управления качеством, стандартизации и метрологии, подготовку инженерной элиты, создание учебных изданий для системы образования по современной физике, теории государства и права, иностранным языкам.

## О Премии
Премия учреждена постановлением Правительства РФ от 28 августа 2013 года N 744 в целях развития образования, создания эффективных технологий обучения и совершенствования системы премирования. Учреждено десять ежегодных премий в области образования в размере 2 млн рублей каждая.

## Лауреаты и другая информация
1) Черниковой Алевтине Анатольевне, доктору экономических наук, профессору, ректору федерального государственного автономного образовательного учреждения высшего профессионального образования "Национальный исследовательский технологический университет «МИСиС», Исаеву Игорю Магомедовичу, проректору, Кузнецову Владимиру Евгеньевичу, кандидату технических наук, директору Учебно-производственного центра ARTCAD, Юдину Антону Владимировичу, инженеру того же центра, — работникам того же учреждения; Коршуновой Елене Дмитриевне, доктору экономических наук, профессору, декану факультета федерального государственного бюджетного образовательного учреждения высшего профессионального образования "Московский государственный технологический университет «СТАНКИН», Никулину Сергею Кирилловичу, доктору педагогических наук, директору Федерального центра технического творчества учащихся, Подураеву Юрию Викторовичу, доктору технических наук, проректору, профессорам, — работникам того же учреждения; Лазутовой Марии Николаевне, доктору исторических наук, профессору, советнику при ректорате государственного автономного образовательного учреждения высшего образования города Москвы «Московский институт открытого образования»; Салминой Марии Алексеевне, кандидату физико-математических наук, доценту, руководителю центра технического образования государственного бюджетного профессионального образовательного учреждения города Москвы «Воробьевы горы»; Русецкой Маргарите Николаевне, доктору педагогических наук, доценту, исполняющей обязанности ректора федерального государственного бюджетного образовательного учреждения высшего профессионального образования «Государственный институт русского языка им. А. С. Пушкина», — за научно-практическую разработку «Система развития научно-технического творчества детей и молодежи на основе конвергенции лучших педагогических технологий и инфраструктурных ресурсов высшей школы в целях подготовки конкурентоспособных кадров для инновационных секторов экономики»;
2) Максимцеву Игорю Анатольевичу, доктору экономических наук, профессору, ректору федерального государственного бюджетного образовательного учреждения высшего образования «Санкт-Петербургский государственный экономический университет», Горбашко Елене Анатольевне, доктору экономических наук, профессору, проректору, — работнику того же учреждения; Антохиной Юлии Анатольевне, доктору экономических наук, доценту, ректору федерального государственного автономного образовательного учреждения высшего профессионального образования «Санкт-Петербургский государственный университет аэрокосмического приборостроения», Семеновой Елене Георгиевне, доктору технических наук, профессору, заведующей кафедрой, — работнику того же учреждения; Окрепиловой Ирине Геннадьевне, доктору экономических наук, профессору, проректору негосударственного образовательного учреждения дополнительного профессионального образования «Институт управления качеством», — за работу «Комплекс научно-методического обеспечения подготовки кадров по управлению качеством, стандартизации и метрологии в системе российского высшего образования»;
3) Афанасьеву Александру Петровичу, доктору физико-математических наук, профессору, заведующему Центром распределенных вычислений федерального государственного бюджетного учреждения науки Институт проблем передачи информации им. А. А. Харкевича Российской академии наук; Асмолову Тимофею Александровичу, кандидату технических наук, заместителю директора государственного бюджетного образовательного учреждения города Москвы Центр развития творчества детей и юношества «Технорама на Юго-Востоке»; Поваляеву Олегу Александровичу, кандидату технических наук, доценту, генеральному директору общества с ограниченной ответственностью «Научные развлечения»; Рабиновичу Павлу Давидовичу, кандидату технических наук, доценту, проректору государственного образовательного учреждения высшего профессионального образования Московский государственный областной университет; Чеботареву Павлу Николаевичу, учителю муниципального общеобразовательного учреждения «Средняя общеобразовательная школа N 29» г. Подольска, Царькову Игорю Сергеевичу, кандидату технических наук, учителю, — работнику того же учреждения, — за научно-практическую разработку «Мотивирующая интерактивная среда развития технологической компетентности будущей инженерной элиты»;
4) Кершенбауму Всеволоду Яковлевичу, доктору технических наук, профессору, заведующему кафедрой федерального государственного бюджетного образовательного учреждения высшего профессионального образования «Российский государственный университет нефти и газа имени И. М. Губкина», Балабе Владимиру Ивановичу, Григорьеву Леониду Ивановичу, заведующему кафедрой, Ревазову Алану Михайловичу, докторам технических наук, профессорам, Аванесову Валерию Степановичу, кандидату технических наук, ведущему научному сотруднику, Александрову Алексею Борисовичу, Пятибратову Петру Вадимовичу, кандидату технических наук, Шейнбауму Виктору Соломоновичу, кандидату технических наук, советнику при ректорате, доцентам, — работникам того же учреждения; Москаленко Анатолию Алексеевичу, кандидату экономических наук, профессору, вице-президенту открытого акционерного общества "Нефтяная компания «ЛУКОЙЛ»; Щедровицкому Петру Георгиевичу, кандидату философских наук, заведующему кафедрой федерального государственного автономного образовательного учреждения высшего профессионального образования "Национальный исследовательский ядерный университет «МИФИ», — за научно-практическую разработку «Создание научно-методологической базы и инновационных междисциплинарных образовательных технологий развития профессиональных компетенций специалистов в целях управления качеством и обеспечения конкурентоспособности нефтегазового комплекса»;
5) Воронову Владимиру Кирилловичу, доктору химических наук, профессору федерального государственного бюджетного образовательного учреждения высшего профессионального образования «Иркутский государственный технический университет»; Подоплелову Алексею Витальевичу, доктору химических наук, научному эксперту компании «HTLab AG»; Сагдееву Ренаду Зиннуровичу, доктору химических наук, академику Российской академии наук, директору федерального государственного бюджетного учреждения науки Институт «Международный томографический центр» Сибирского отделения Российской академии наук, — за работу «Создание комплекта учебных изданий „Современная физика“ для технических и естественно-научных специальностей вузов»;
6) Лазареву Валерию Васильевичу, доктору юридических наук, профессору, заведующему отделом федерального государственного научно-исследовательского учреждения «Институт законодательства и сравнительного правоведения при Правительстве Российской Федерации»; Липеню Сергею Васильевичу, доктору юридических наук, профессору федерального государственного бюджетного образовательного учреждения высшего профессионального образования «Московский государственный юридический университет имени О. Е. Кутафина (МГЮА)», — за учебник «Теория государства и права: учебник для академического бакалавриата»;
7) Александровской Елене Борисовне, кандидату филологических наук, профессору федерального государственного образовательного бюджетного учреждения высшего профессионального образования «Московский государственный институт международных отношений (университет) Министерства иностранных дел Российской Федерации», Лосевой Наталье Владимировне, Читаховой Любови Лусегеновне, кандидатам филологических наук, доцентам, Брагиной Татьяне Валерьевне, старшему преподавателю, — работникам того же учреждения; Манакиной Ольге Евгеньевне, кандидату политических наук, администратору курсов негосударственного образовательного учреждения «Классическая гимназия» при Греко-латинском кабинете Ю. А. Шичалина, — за работу «Комплекс учебников и учебно-методических пособий по французскому языку для высших учебных заведений»;
8) Кечиеву Леониду Николаевичу, доктору технических наук, профессору федерального государственного автономного образовательного учреждения высшего профессионального образования "Национальный исследовательский университет «Высшая школа экономики», Пожидаеву Евгению Димитриевичу, доктору технических наук, профессору, — работнику того же учреждения, — за научно-практическое исследование «Цикл работ по электромагнитной совместимости и их реализация в современных образовательных технологиях».